# Charles Mertens

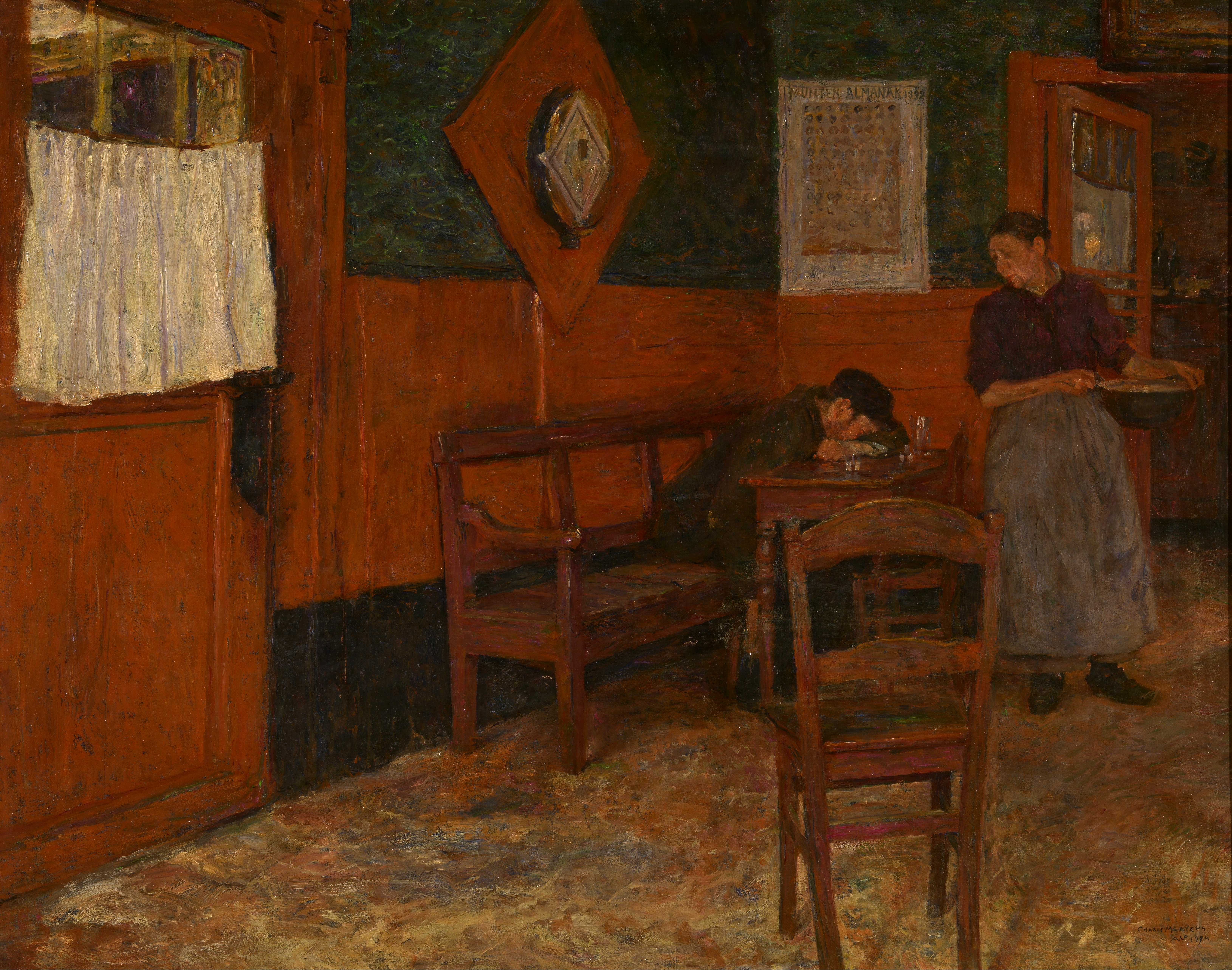
Charles Mertens - De rode herberg (1894)

Charles Mertens (Antwerpen, 14 april 1865 – Calverley, Engeland, 20 februari 1919) was een Belgisch tekenaar, kunstschilder en etser. 
Mertens studeerde aan de Koninklijke Academie voor Schone Kunsten van Antwerpen. Hij vervaardigde landschappen, portretten en genrestukken. Tijdens de Eerste Wereldoorlog verbleef hij in Engeland. Hij maakte deel uit van de groep De XIII en wordt gezien als een voorloper van het impressionisme. Hij was medestichter van de groep Kunst van Heden, een Belgische vereniging van beeldende kunstenaars en kunstmecenassen, gesticht in Antwerpen op 1 maart 1905. Met Piet Verhaert was hij aan het eind van de 19e eeuw een belangrijk vertegenwoordiger van de Antwerpse School. 